# Tuckermannopsis platyphylla
Tuckermannopsis platyphylla är en lavart som först beskrevs av Edward Tuckerman, och fick sitt nu gällande namn av Hale. Tuckermannopsis platyphylla ingår i släktet Tuckermannopsis och familjen Parmeliaceae.   Inga underarter finns listade i Catalogue of Life.